# 圣安多尼圣殿 (博洛尼亚)
圣安多尼圣殿（Basilica di Sant'Antonio di Padova）是一座罗马天主教的宗座圣殿，位于意大利博洛尼亚 的街（via Jacopo della Lana ）2号，就在博洛尼亚城墙外，靠近圣斯特凡诺门（Porta Santo Stefano）。

## 历史和描述
该堂供奉帕多瓦的圣安多尼，建于1898年至1904年，采用罗曼复兴式建筑风格，由摩德纳工程师卡洛·巴比埃里设计，内部装饰有贾科莫·杰米、安东尼奥·马里亚·纳尔迪和皮埃特罗·皮特罗尼的画作 。修建这座建筑，是为了容纳在拿破仑取缔后来自圣母领报修院的方济各会。1928年，钟楼建成，由卡米洛·乌切利设计。 1933年，在教堂前面的广场上，安放了马里奥·贝加的圣人铜像。
1939年5月，教宗庇护十二世将其提升为次级宗座圣殿。
教堂附近有安多尼慈善和社会活动机构，由毗邻修道院的方济各会修士于1953年创建。
该堂的管风琴，系弗朗茨·扎宁于1972年根据路易吉·费迪南多·塔利亚维尼的设计建造；三层手键盘和踏板上有37个音栓。